# Goetheplatz (Frankfurt am Main)
Der Goetheplatz (Ausspracheⓘ) ist ein Platz in der Innenstadt von Frankfurt am Main. Wie der Rathenauplatz, der sich im Norden anschließt, war er ursprünglich Teil des bereits im Mittelalter angelegten Roßmarktes. Seinen Namen erhielt er 1844 mit der Aufstellung des Goethedenkmals von Ludwig Schwanthaler.

## Lage
Der Goetheplatz ist, bis auf die an seiner Westseite verlaufende Fahrbahn, Fußgängerzone. In den Platz münden von Osten der Steinweg, von Westen die Goethestraße und die Junghofstraße. Der Platz war ursprünglich schmaler als heute. Seinen Ostrand bildete eine Zeile von gleichartigen Reihenhäusern, die sogenannten Neuen Häuser. Der Rat hatte sie 1666 errichten lassen, um die zuvor hier aufgestellten fliegenden Verkaufsstände für Töpferwaren aus dem Kannenbäckerland und aus Franken zu vertreiben. An den Handel erinnerte seitdem nur noch die schmale Töpfengasse zwischen Steinweg und Roßmarkt.

## Geschichte

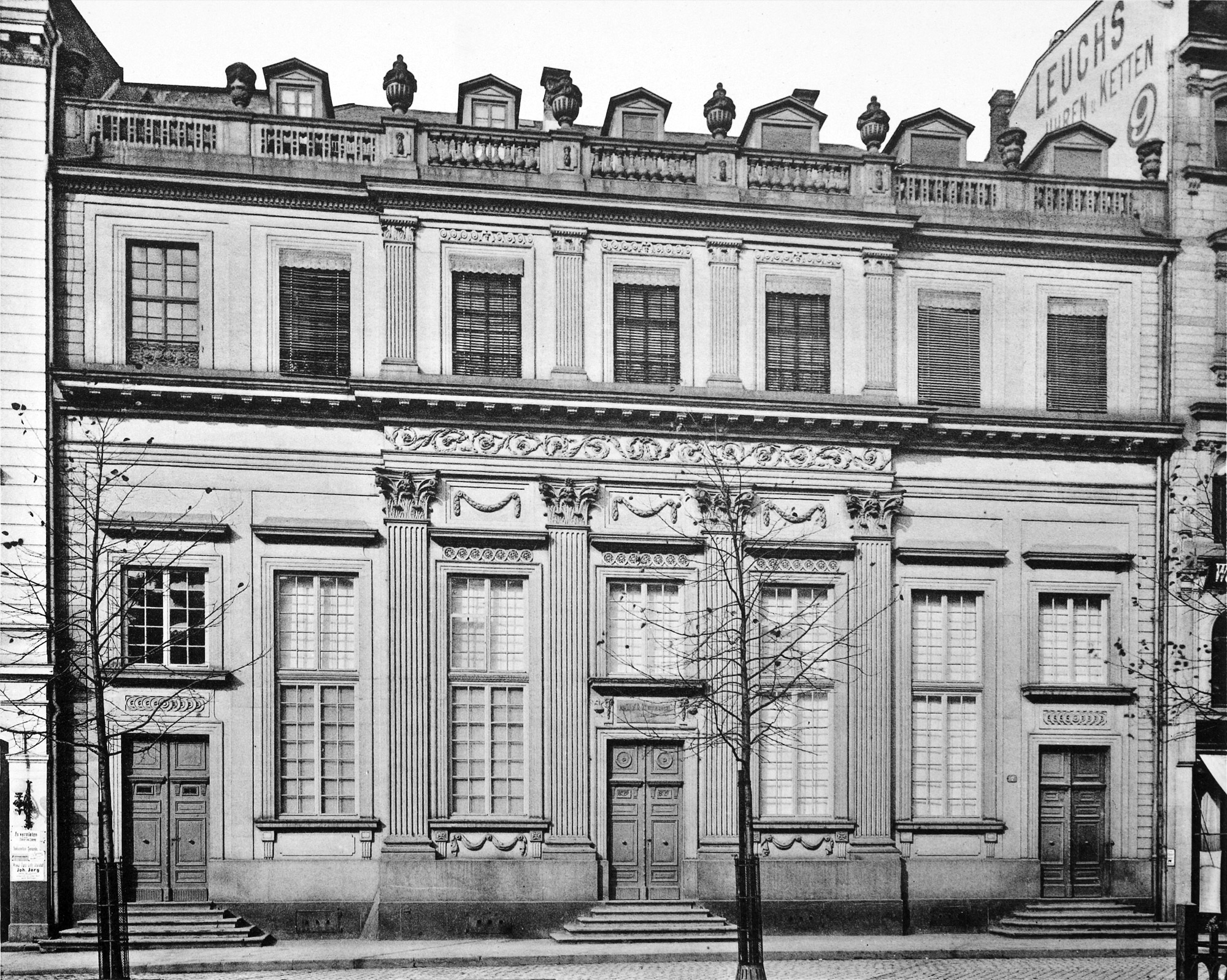
Französisch-reformierte Kirche, 1944 zerstört

1666 ließ der Rat den nördlichen Teil des Roßmarktes mit Bäumen bepflanzen, der fortan Stadtallee genannt wurde. Am Westrand des Platzes entstand 1788 bis 1792 die Französisch-reformierte Kirche, eines der bedeutendsten frühklassizistischen Bauwerke in Frankfurt. Ihr Entwurf stammte vermutlich von Nicolas Alexandre Salins de Montfort. Der Rat der Stadt hatte ihren Bau nur unter der Bedingung gestattet, dass sie keinen eigenen Platz oder Turm besitzen und von außen nicht als Kirche erkennbar sein durfte, sondern sich harmonisch in die angrenzenden Häuserfronten einfügen sollte. Am 28. März 1837 heirateten in der Kirche der Komponist Felix Mendelssohn Bartholdy und Cécile Charlotte Sophie Jeanrenaud, die aus einer einflussreichen hugenottischen Familie stammte. Céciles Vater war 1810 bis 1817 Pfarrer der französisch-reformierten Gemeinde gewesen, Felix Vater Abraham Mendelssohn Bartholdy 1822 in der Kirche getauft worden.
Bei den Luftangriffen auf Frankfurt am Main brannte die Kirche aus, die Neuen Häuser wurden teilweise schwer beschädigt. Alte Filmaufnahmen des hr zeigen den Goetheplatz um 1945. Nach dem Krieg wurden die durchaus wiederaufbaufähigen Ruinen abgebrochen und durch Geschäftshäuser im schlichten Stil der Wiederaufbauzeit der 1950er Jahre ersetzt. Die schmale Töpfengasse verschwand und der Goetheplatz wurde verbreitert. Das im Krieg beschädigte Goethedenkmal wurde restauriert und 1952 in die Gallusanlage versetzt.
Quer über den Platz verliefen von 1872 bis 1954 Gleise der Städtischen Straßenbahn, über die die Linien von Bockenheim Richtung Zeil verkehrten. Im Zuge einer Änderung der Linienführung an der Hauptwache verliefen die Gleise am Goetheplatz ab 1954 in Nord-Süd-Richtung. 1986 wurde die Straßenbahn im Rahmen des Konzeptes Schienenfreie Innenstadt stillgelegt.
Anfang des 21. Jahrhunderts wurde der Platz umgestaltet und eine mehrgeschossige Tiefgarage unter dem Platz errichtet. Seit 2007 steht das Goethedenkmal wieder an seinem angestammten Ort.

## Pomodoro-Brunnen
1983 wurde in der Achse Steinweg-Goethestraße der astronomische Brunnen von Giò Pomodoro aufgestellt. Er bestand aus einem 7 Meter hohen, als Gnomon einer Sonnenuhr wirkenden Obelisken und einem in zwei Wasserflächen, einem kleineren und einem größeren Quadrat, aufgeteilten Brunnenbecken. Jeweils am Tag der Sommersonnenwende zum astronomischen Mittag fiel der Schatten des Gnomon genau auf die Trennlinie der beiden Wasserflächen. An den übrigen Tagen fiel der Schatten außerhalb des Brunnenbeckens. Eine gerade Linie im Pflaster kennzeichnete die Punkte, die die Schattenspitze im Laufe eines Jahres erreichte. Weitere Markierungen am Gnomon deuteten die Äquinoktien an. Am Brunnen war eine Bronzetafel mit einem die Sonne verherrlichenden Vers aus Goethes Ballade Der Müllerin Reue montiert.
2004 wurde der Brunnen im Zuge der Umgestaltung des Platzes abgebaut. Er ist zurzeit in einem städtischen Depot eingelagert und wartet auf seine Wiederaufstellung auf einem anderen geeigneten Platz.